# Остин, Дамиан
Дамиа́н Остин Эчеменди́я (исп. Damián Austin Echemendía; род. 30 ноября 1974, Лас-Тунас) — кубинский боксёр, представитель нескольких весовых категорий от легчайшей до первой средней. Выступал за сборную Кубы по боксу в период 1992—2002 годов, двукратный чемпион мира, чемпион Игр доброй воли, победитель и призёр многих турниров международного значения. Ныне — тренер по боксу.

## Биография
Дамиан Остин родился 30 ноября 1974 года в городе Лас-Тунас, Куба.
Впервые заявил о себе в сезоне 1991 года, когда стал бронзовым призёром чемпионата Кубы по боксу в легчайшем весе. Первого серьёзного успеха на международной арене добился в 1992 году, когда вошёл в состав кубинской национальной сборной и одержал победу на чемпионате мира среди юниоров в Монреале.
В 1993 году вновь получил бронзу в зачёте кубинского национального первенства, в лёгкой весовой категории победил на Мемориале Странджи в Болгарии и на чемпионате мира в Тампере.
Долгое время не попадал в основной состав сборной, но в 1997 году наконец стал чемпионом Кубы, одолев всех своих конкурентов в первом полусреднем весе.
В 1998 году отметился победой на домашнем международном турнире «Хиральдо Кордова Кардин» и выступил на Играх доброй воли в Нью-Йорке, где уже в четвертьфинале был остановлен американцем Рикардо Уильямсом.
В 2000 году вновь был лучшим на «Хиральдо Кордова Кардин», но уже в первой средней весовой категории.
В 2001 году завоевал золотую медаль на чемпионате Кубы, на чемпионате мира в Белфасте и на Играх доброй воли в Брисбене.
Последний раз показывал сколько-нибудь значимые результаты в боксе в сезоне 2002 года, когда снова стал чемпионом Кубы, выиграл Мемориал Странджи в Пловдиве, Гран-при Усти в Чехии, Кубок химии в Галле — здесь в финале взял верх над представителем Казахстана Геннадием Головкиным, будущим многократным чемпионом мира среди профессионалов.
Впоследствии занимался тренерской деятельностью в своей родной провинции Лас-Тунас.